# Пентобарбитал
Пентобарбитал — барбитурат, используется в медицине как снотворное средство в виде калиевой и натриевой солей. Наиболее известное торговое наименование — «Нембутал» (Nembutal). Вследствие высокой растворимости пентобарбитал является барбитуратом быстрого действия.
При передозировке, подобно другим барбитуратам, пентобарбитал вызывает смерть от остановки дыхания. С 2011 года он использовался в США для исполнения смертной казни путём смертельной инъекции, однако датская фирма Lundbeck, изготовитель и поставщик препарата в США, отказалась продавать его тюрьмам и исправительным учреждениям для этой цели, что вызвало необходимость в замене препарата. Он применяется для эвтаназии, например, в Нидерландах, в штате Орегон (США), в Швейцарии.
С помощью «Нембутала» в 1978 году покончила с собой возлюбленная Владимира Маяковского Лиля Брик. Также, предположительно, в результате передозировки пентобарбиталом в 1962 году умерла известная актриса Мэрилин Монро.
Данный препарат также использовался для осуществления эвтаназии в Швейцарской клинике Dignitas, работа которой основана на предоставлении тяжело больным людям возможности добровольного ухода из жизни. Одним из пациентов, получивших эвтаназию с использованием данного препарата, была французская активистка Мишель Кос

## Фармакологическая информация
Препарат оказывает снотворное действие.
Назначают внутрь в качестве снотворного средства: для взрослых обычно в дозировке 0,1 грамма, для детей — 0,01-0,1 грамма, в зависимости от возраста и веса.
Внутривенно вводят медленно.
В ветеринарии используется как анестетик, также применяется для эвтаназии крупных животных.

## Противопоказания
Болезни печени и почек, хронические боли, тяжёлая астма или ХОБЛ, предыдущие психические заболевания или попытки суицида, предыдущие зависимости от наркотиков или алкоголя, беременность.

## Правовой статус
В России этаминал натрия внесён в список II наркотических средств, психотропных веществ и их прекурсоров, оборот которых в Российской Федерации ограничен и в отношении которых устанавливаются меры контроля.
В Австралии применение пентобарбитала контролируется, его ввоз в страну запрещён. В Великобритании относится к «классу B», в США — список 2 АБН (Controlled Substances Act, ACSCN 2270). Является рецептурным препаратом.
Широкое применение пентобарбитала при эвтаназии животных приводит к накоплению препарата в природе и гибели некоторых видов диких животных, в частности, орлиных. В США трупы животных, убитых с помощью пентобарбитала, подлежат сожжению либо захоронению на значительной глубине (не менее 3—4 футов).